# Climat du Gers
Le climat du Gers comporte des précipitations annuelles qui varient de plus de 900 mm au sud-ouest du département, à moins de 700 mm au nord-est (Auch, Condom, Lectoure). Les étés sont très chauds et faiblement pluvieux. Les hivers varient, avec souvent des températures négatives, des gelées nocturnes et souvent de la neige dans le sud du département où les altitudes avoisinent les 300 mètres, mais le climat reste tout de même relativement doux et clément.

## Climat d'Auch
Un climat tempéré chaud est présent à Auch. Des précipitations importantes sont enregistrées toute l'année à Auch, y compris lors des mois les plus secs. La carte climatique de Köppen-Geiger y classe le climat comme étant de type océanique tempéré (Cfb). 
| Mois                              | jan. | fév. | mars  | avril | mai   | juin  | jui.  | août  | sep.  | oct.  | nov. | déc. | année   |
| --------------------------------- | ---- | ---- | ----- | ----- | ----- | ----- | ----- | ----- | ----- | ----- | ---- | ---- | ------- |
| Température minimale moyenne (°C) | 1,5  | 1,7  | 3,9   | 6,2   | 10    | 13,4  | 15,2  | 14,9  | 12    | 9,1   | 4,8  | 2,1  | 7,9     |
| Température maximale moyenne (°C) | 10,2 | 11,8 | 15,1  | 17,6  | 21,5  | 25,3  | 27,9  | 27,9  | 24,9  | 19,9  | 13,7 | 10,4 | 18,9    |
| Ensoleillement (h)                | 92,4 | 111  | 167,6 | 176,6 | 196,8 | 209,8 | 234,6 | 223,6 | 197,2 | 145,2 | 94,5 | 79,4 | 1 928,6 |
| Précipitations (mm)               | 57,8 | 50,2 | 50,9  | 66,1  | 67,8  | 56,6  | 52,5  | 61,6  | 53,4  | 61,6  | 60,2 | 58,9 | 697,6   |

| Diagramme climatique                                  |             |             |             |            |              |              |              |            |             |             |             |
| J                                                     | F           | M           | A           | M          | J            | J            | A            | S          | O           | N           | D           |
| 10,21,557,8                                           | 11,81,750,2 | 15,13,950,9 | 17,66,266,1 | 21,51067,8 | 25,313,456,6 | 27,915,252,5 | 27,914,961,6 | 24,91253,4 | 19,99,161,6 | 13,74,860,2 | 10,42,158,9 |
| Moyennes : • Temp. maxi et mini °C • Précipitation mm |             |             |             |            |              |              |              |            |             |             |             |

| Ville             | Ensoleillement · (h/an) | Pluie · (mm/an) |
| ----------------- | ----------------------- | --------------- |
| Médiane nationale | 1 852                   | 835             |
| Auch              | 1928.6                  | 697.6           |
| Paris             | 1 717                   | 634             |
| Nice              | 2 760                   | 791             |
| Strasbourg        | 1 747                   | 636             |
| Brest             | 1 555                   | 1 230           |
| Bordeaux          | 2 070                   | 987             |

## Climat de Lisle-Jourdain
Le climat qui caractérise la commune est qualifié, en 2010, de « climat du Bassin du Sud-Ouest », selon la typologie des climats de la France qui compte alors huit grands types de climats en métropole. En 2020, la commune ressort du type « climat océanique altéré » dans la classification établie par Météo-France, qui ne compte désormais, en première approche, que cinq grands types de climats en métropole. Il s’agit d’une zone de transition entre le climat océanique et les climats de montagne et semi-continental. Les écarts de température entre hiver et été augmentent avec l'éloignement de la mer. La pluviométrie est plus faible qu'en bord de mer, sauf aux abords des reliefs.
Les paramètres climatiques qui ont permis d’établir la typologie de 2010 comportent six variables pour les températures et huit pour les précipitations, dont les valeurs correspondent à la normale 1971-2000. Les sept principales variables caractérisant la commune sont présentées dans l'encadré ci-après.
| Paramètres climatiques communaux sur la période 1971-2000 - Moyenne annuelle de température : 13,4 °C - Nombre de jours avec une température inférieure à −5 °C : 1,9 j - Nombre de jours avec une température supérieure à 30 °C : 9 j - Amplitude thermique annuelle : 15,7 °C - Cumuls annuels de précipitation : 699 mm - Nombre de jours de précipitation en janvier : 9,2 j - Nombre de jours de précipitation en juillet : 5,7 j |

Avec le changement climatique, ces variables ont évolué. Une étude réalisée en 2014 par la direction générale de l'Énergie et du Climat complétée par des études régionales prévoit en effet que la  température moyenne devrait croître et la pluviométrie moyenne baisser, avec toutefois de fortes variations régionales. La station météorologique de Météo-France installée sur la commune et mise en service en 1967 permet de connaître l'évolution des indicateurs météorologiques. Le tableau détaillé pour la période 1981-2010 est présenté ci-après.
| Mois                                  | jan.             | fév.           | mars          | avril         | mai           | juin          | jui.          | août           | sep.           | oct.          | nov.          | déc.            | année      |
| ------------------------------------- | ---------------- | -------------- | ------------- | ------------- | ------------- | ------------- | ------------- | -------------- | -------------- | ------------- | ------------- | --------------- | ---------- |
| Température minimale moyenne (°C)     | 1,4              | 1,8            | 3,5           | 5,7           | 9,5           | 12,7          | 14,4          | 14,5           | 11,5           | 9,1           | 4,6           | 2,2             | 7,6        |
| Température moyenne (°C)              | 5,6              | 6,6            | 9,3           | 11,7          | 15,6          | 19,1          | 21,5          | 21,5           | 18,3           | 14,5          | 9,1           | 6,2             | 13,3       |
| Température maximale moyenne (°C)     | 9,8              | 11,5           | 15,1          | 17,6          | 21,8          | 25,6          | 28,6          | 28,6           | 25,2           | 20            | 13,6          | 10,2            | 19         |
| Record de froid (°C) date du record   | −20,6 16.01.1985 | −14,5 09.02.12 | −12 01.03.05  | −5 04.04.1996 | −1 06.05.19   | 1,5 01.06.06  | 6 22.07.08    | 3,5 29.08.1998 | 1,2 28.09.1972 | −5 25.10.03   | −11 18.11.07  | −13 25.12.01    | −20,6 1985 |
| Record de chaleur (°C) date du record | 21 03.01.1998    | 27 27.02.19    | 28,5 24.03.01 | 32 24.04.07   | 34,5 30.05.01 | 40,5 27.06.19 | 40,5 27.07.20 | 42,5 13.08.03  | 37 17.09.20    | 31,5 02.10.13 | 26,5 07.11.15 | 21,5 17.12.1987 | 42,5 2003  |
| Précipitations (mm)                   | 61,1             | 49             | 53,8          | 69,4          | 77,4          | 60,8          | 43,8          | 51,3           | 59,3           | 60,7          | 57,1          | 61,7            | 705,4      |

## Climat de Mirande
La commune de Mirande, située dans la zone d’influence du climat océanique dégradé, caractérisé par des hivers doux et humides, ainsi que des étés chauds, souvent orageux.

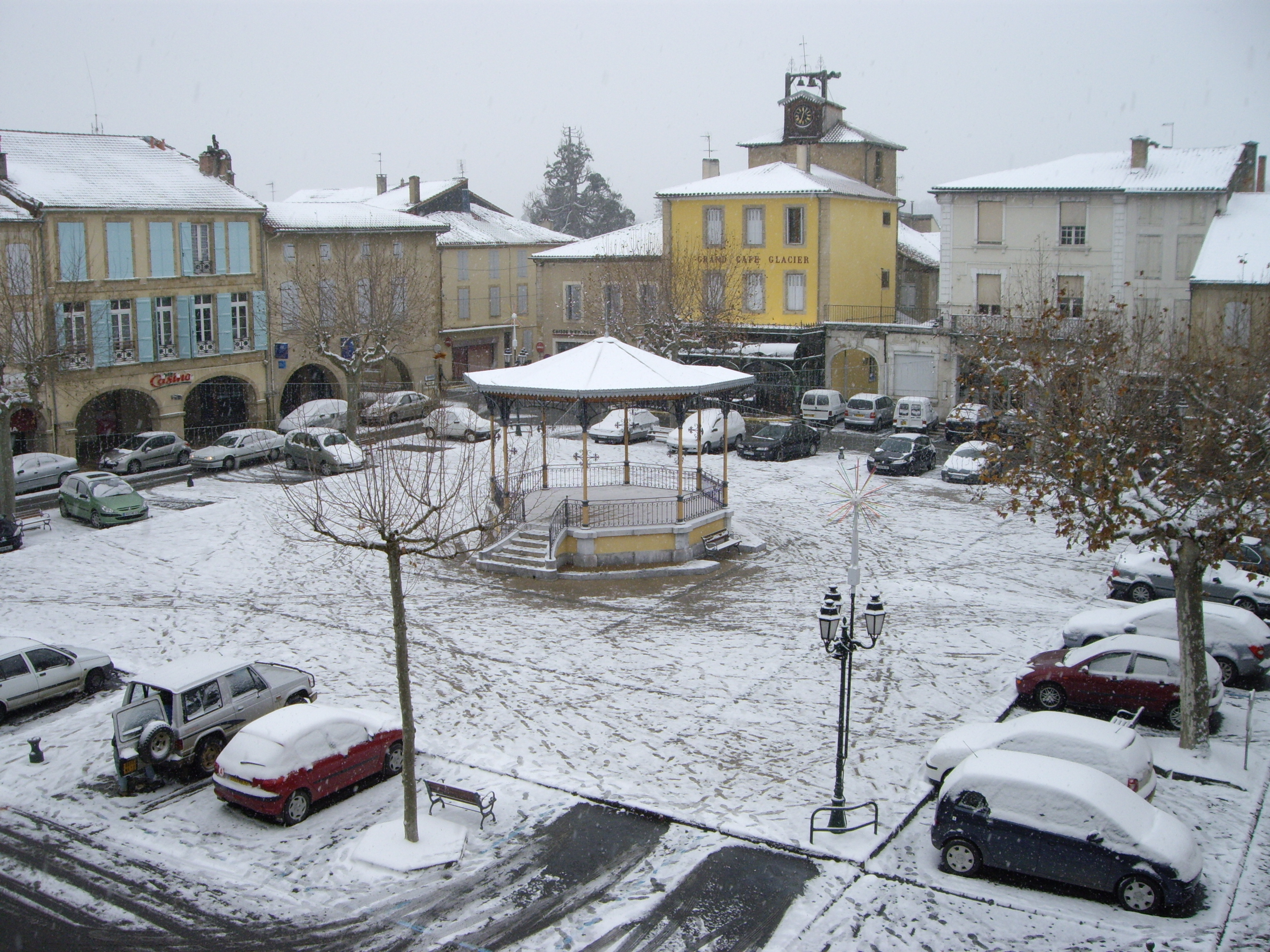
Place d'Astarac par rare temps de neige.